# 西田邦代匯購物中心
西田邦代匯購物中心（英語：Westfield Bondi Junction）是位於澳洲雪梨東部郊區邦代匯的一個大型購物中心。

## 事件
- 2010年6月9日，一名男子從四樓邁爾商店外的欄杆上墜樓身亡。[1]
- 2024年4月13日，購物中心發生持刀傷人事件，至少十五人被刺，包括兇手在內至少七人身亡。[2][3][4]